# Анриада
„Анриада“ (на френски: La Henriade) е епична поема от 1723 година на френския поет Волтер.
Написана в чест на френския крал Анри IV и следваща модела на Вергилиевата „Енеида“, нейният сюжет се фокусира върху неговото участие в обсадата на Париж през 1589 година, по време на Религиозните войни. Основни теми в поемата са свързаните злини на религиозния фанатизъм и гражданските конфликти. „Анриада“ има голям успех сред публиката и е преиздавана многократно, още докато авторът е жив.